# Венгрия на летних Олимпийских играх 1972
Венгрия принимала участие в летних Олимпийских играх 1972 года в Мюнхене в 16-й раз за свою историю. Страну представили 232 спортсмена в 20 видах спорта. Команда завоевала 35 медалей.

## Медалисты
| Медаль  | Спортсмен | Вид спорта                  | Дисциплина                            |
| ------- | --- | --------------------------- | ------------------------------------- |
| Золото  | Андраш Бальцо | Современное пятиборье       | Мужчины, личное первенство            |
| Золото  | Дьёрдь Гедо | Бокс                        | Мужчины, до 48 кг                     |
| Золото  | Чаба Феньвеши | Фехтование                  | Мужчины, шпага, личное первенство     |
| Золото  | Шандор Эрдёш Чаба Феньвеши Дьёзё Кульчар Иштван Острич Пал Шмитт | Фехтование                  | Мужчины, шпага, командное первенство  |
| Золото  | Имре Фёльди | Тяжёлая атлетика            | Мужчины, до 56 кг                     |
| Золото  | Чаба Хегедюш | Греко-римская борьба        | Мужчины, до 82 кг                     |
| Серебро | Андраш Бальцо Жигмонд Вилланьи Пал Бако | Современное пятиборье       | Мужчины, командное первенство         |
| Серебро | Ласло Орбан | Бокс                        | Мужчины, до 60 кг                     |
| Серебро | Янош Кайди | Бокс                        | Мужчины, до 67 кг                     |
| Серебро | Тамаш Вихман | Гребля на байдарках и каноэ | Мужчины, каноэ-одиночка, 1000 м       |
| Серебро | Йожеф Деме Янош Раткаи | Гребля на байдарках и каноэ | Мужчины, байдарка-двойка, 1000 м      |
| Серебро | Йенё Камути | Фехтование                  | Мужчины, рапира, личное первенство    |
| Серебро | Петер Марот | Фехтование                  | Мужчины, сабля, личное первенство     |
| Серебро | Ильдико Бобиш | Фехтование                  | Женщины, рапира, личное первенство    |
| Серебро | Ильдико Бобиш Ильдико Ронай Мария Солноки Ильдико Шварценбергер Ильдико Рейтё | Фехтование                  | Женщины, рапира, командное первенство |
| Серебро | Андреа Дьярмати | Плавание                    | Женщины, 100 м на спине               |
| Серебро | Лайош Сюч | Тяжёлая атлетика            | Мужчины, до 52 кг                     |
| Серебро | Иштван Геци Петер Вепи Миклош Панчич Петер Юхас Лайош Сюч Михай Козма Антал Дунаи Лайош Кю Бела Варади Эде Дунаи Ласло Балинт Лайош Кочиш Кальман Тот Ласло Браникович Йожеф Ковач Чаба Видач Адам Ротермель | Футбол                      | Мужчины                               |
| Серебро | Андраш Боднар Тибор Червеньяк Иштван Дьёргени Тамаш Фараго Золтан Кашаш Ференц Конрад Иштван Магаш Денеш Почик Ласло Шароши Эндре Мольнар Иштван Сивош-младший                                               | Водное поло                 | Мужчины                               |
| Бронза  | Андраш Ботош | Бокс                        | Мужчины, до 57 кг                     |
| Бронза  | Геза Чапо | Гребля на байдарках и каноэ | Мужчины, байдарка-одиночка, 1000 м    |
| Бронза  | Анна Пфеффер | Гребля на байдарках и каноэ | Женщины, байдарка-одиночка, 500 м     |
| Бронза  | Дьёзё Кульчар | Фехтование                  | Мужчины, шпага, личное первенство     |
| Бронза  | Петер Марот Петер Баконьи Пал Геревич Тамаш Ковач Тибор Пежа | Фехтование                  | Мужчины, сабля, командное первенство  |
| Бронза  | Илона Бекеши Моника Часар Марта Келемен Анико Кери Кристина Медвецки Жужа Надь | Спортивная гимнастика       | Женщины, командное первенство         |
| Бронза  | Лайош Папп | Стрельба                    | Мужчины, винтовка с трёх позиций      |
| Бронза  | Андраш Харгитай | Плавание                    | Мужчины, 400 м комплексным плаванием  |
| Бронза  | Андреа Дьярмати | Плавание                    | Женщины, 100 м баттерфляем            |
| Бронза  | Шандор Хольцрайтер | Тяжёлая атлетика            | Мужчины, до 52 кг                     |
| Бронза  | Янош Бенедек | Тяжёлая атлетика            | Мужчины, до 60 кг                     |
| Бронза  | Дьёрдь Хорват | Тяжёлая атлетика            | Мужчины, до 82,5 кг                   |
| Бронза  | Ференц Киш | Греко-римская борьба        | Мужчины, до 100 кг                    |
| Бронза  | Ласло Клинга | Вольная борьба              | Мужчины, до 57 кг                     |
| Бронза  | Карой Байко | Вольная борьба              | Мужчины, до 90 кг                     |
| Бронза  | Йожеф Чатари | Вольная борьба              | Мужчины, до 100 кг                    |

## Результаты соревнований

### Академическая гребля
В следующий раунд из каждого заезда проходили несколько лучших экипажей (в зависимости от дисциплины). В финал A выходили 6 сильнейших экипажей, ещё 6 экипажей, выбывших в полуфинале, распределяли места в финале B.
Мужчины
| Соревнование | Спортсмены                | Предварительный заезд | Предварительный заезд | Предварительный заезд | Отборочный заезд | Отборочный заезд | Отборочный заезд | Полуфинал             | Полуфинал             | Полуфинал             | Финал                 | Финал                 | Итоговое место        |                       |
| Соревнование | Спортсмены                | Заезд                 | Время                 | Место                 | Заезд            | Время            | Место            | Заезд                 | Время                 | Место                 | Время                 | Место                 | Итоговое место        |                       |
| ------------ | ------------------------- | --------------------- | --------------------- | --------------------- | ---------------- | ---------------- | ---------------- | --------------------- | --------------------- | --------------------- | --------------------- | --------------------- | --------------------- | --------------------- |
| двойки       | Ласло Балог Дьёрдь Шарлош | 1                     | 7:49,70               | 4                     | 2                | 7:59,40          | 3                | завершили выступление | завершили выступление | завершили выступление | завершили выступление | завершили выступление | завершили выступление | завершили выступление |